# Strumigenys nitens
Strumigenys nitens (лат.) — вид мелких земляных муравьёв из подсемейства Myrmicinae.

## Распространение
Северная Америка: Куба и Багамские острова.

## Описание
Мелкие скрытные муравьи (длина около 2 мм). Проподеум с короткими загнутыми зубцами. Жвалы с 5 зубцами: два вершинных (апикальная вилка) и три на жевательном крае. Длина головы HL 0,43—0,50 мм, ширина головы HW 0,32—0,38 мм, мандибулярный индекс MI 30—33. Усики 6-члениковые. Основная окраска желтовато-коричневая. Мандибулы треугольные и длинные, узкие (с несколькими зубцами). Глаза расположены внутри усиковых желобков-бороздок, вентро-латеральные. Нижнечелюстные щупики 1-члениковые, нижнегубные щупики состоят из 1 сегмента (формула 1,1). Стебелёк между грудкой и брюшком состоит из двух члеников: петиолюса и постпетиолюса (последний четко отделен от брюшка). Петиоль и постпетиоль с губчатой тканью вокруг них. Жало развито, куколки голые (без кокона). Специализированные охотники на коллембол. Включён в видовую группу S. nitens-group (триба Dacetini). Вид был впервые описан в 1932 году, а его валидный статус подтверждён входе ревизии, проведённой в 2000 году английским мирмекологом Барри Болтоном (Bolton B., Британский музей естественной истории, Лондон, Великобритания).